# Консани, Алекс
Алекс Консани (англ. Alex Monette Consani, род. 23 июля 2003) — американская модель и блогер. Начала модельную карьеру в 2015 году, став самой юной трансгендерной моделью в мире. В 2019 году она заключила контракт с IMG Models. В 2020 году, во время пандемии COVID-19, она начала вести TikTok и стала популярной благодаря своим комедийным видео, набрав к 2024 году более трех миллионов подписчиков. В 2024 году она стала первой трансгендерной моделью, получившей награду Fashion Award в номинации «Модель года». Также Алекс Косани вместе с Валентиной Сампайо стали первыми трансгендерными моделями, которые приняли участие в показе Victoria’s Secret.

## Жизнь и карьера
Алекс Консани родилась 23 июля 2003 года в Петалуме, штат Калифорния. Имеет английские, немецкие и итальянские корни. Мать работает в сфере охраны водных ресурсов, а отец занимается собаками-поводырями для слепых.
Алекс является трансгендерной личностью. В возрасте четырёх лет она начала носить женственную одежду, а в восемь лет выбрала имя Алекс и прошла заместительную гормональную терапию в период полового созревания.
Её карьера модели началась в 2015 году, когда её мать обнаружила на Facebook объявление модельного агентства Slay Model Management из Лос-Анджелесе, где работают исключительно трансгендерные модели. В возрасте 12 лет Алекс стала самой молодой трансгендерной моделью в мире.
В 2016 году её профиль в Cosmopolitan Germany стал вирусным в интернете. В возрасте в 13 лет приняла участие в фотосессии с моделью и актрисой Доминик Джексон.
Консани подписала контракт с IMG Models в августе 2019 года в возрасте 16 лет, а в 18 лет переехала в Нью-Йорк. В 2020 году, во время пандемии COVID-19, она начала выкладывать юмористические видео в TikTok под именем captincroook, также используя псевдоним Miss Mawma, и к 2022 году набрала более 700 000 подписчиков. В 2021 году она окончила среднюю школу Петалумы и начала обучение в Университете Пейс при поддержке Образовательного фонда Петалумы, получая стипендию от магазина Alphabet Soup Thrift Store и стипендию семьи Макилвайн; в том же году она дебютировала на подиуме в Нью-Йорке для Тома Форда, а в сезоне осень-зима 2022 года приняла участие в показах Versace и Alexander McQueen. К 2023 году число её подписчиков в TikTok превышало 1,4 миллиона.

## Награды и публичный образ
В 2023 году Алисса Морин из E! News и Bustle назвали Консани новой иконой моды. Виенна Верноза (Vienna Vernose) из CR Fashion Book отметила, что «осветлённые волосы и „эльфийские“ черты лица в сочетании с энергичной и серьёзной походкой на подиуме по-настоящему выделают её из толпы». Грейс Кларк из L’Officiel назвала её одной из самых популярных моделей 2024 года.
Vogue назвал её одной из выдающихся моделей сезона весна-лето 2023 года, во время которого она участвовала в показах Boss by Hugo Boss, Burberry, Chloé, Roberto Cavalli и Coperni. Алекс Консани участвовала в переосмыслении модного шоу Victoria's Secret «The Tour '23», которое вернулось к подиумному формату в октябре 2024 года после 5-летнего перерыва, а также стала лицом совместной коллекции Жан-Поля Готье и лондонского бренда Knwls, которая была выпущена в сентябре 2023 года. Консани выступила эксклюзивной моделью для коллекции «Late Capitalism» весны-лета 2024 года, созданной Коннером Айвзом в сотрудничестве с Depop. К началу 2024 года у Консани было более двух миллионов подписчиков и более 150 миллионов лайков под её видео в TikTok. Она снялась в клипах на песню JT «Okay» и на песню Charli XCX «360» в апреле и мае 2024 года соответственно. В 2024 году была номинирована на премию Fashion Award в категории «Модель года», став первой открытой трансгендерной женщиной, номинированной на эту премию. К тому времени у неё было более трех миллионов подписчиков в TikTok.
В 2022 году она была включена в список GLAAD 20 Under 20, в котором отмечаются выдающиеся представители ЛГБТК-сообщества.
В 2023 году Консани вошла в список журнала Forbes «Top Creators Fashion 50 list». Её видео в TikTok становятся вирусными. Согласно публикации британского журнала об авангардной моде и молодёжной культуре i-D, «Она известна безрассудными танцами в метро, чокнутым поведением (goofy disposition) в TikToK, и остаётся сама собой на показах Alexander McQueen и Versace». 
15 октября 2024 года Консани и Валентина Сампайо стали первыми трансгендерными моделями, участвовавшими в показе Victoria's Secret Fashion Show.
2 декабря 2024 года Консани стала первой трансгендерной личностью, названной моделью года на ежегодной церемонии вручения премии Fashion Awards в Лондоне.
В декабре 2024 года включена в список «Forbes' list of 30 Under 30» в категории «Art & Style». В 2025 году включена в список «Madame Tussauds Hot 100 list» как модель и восходящая звезда моды поколения Z.

## Видеография

### Музыкальные клипы
| Год  | Композиция | Исполнитель | Ссылка |
| ---- | ---------- | ----------- | ------ |
| 2024 | "Okay"     | JT          |        |
| 2024 | "360"      | Charli XCX  |        |

## Фильмография

### Короткометражные фильмы
| Год  | Название                                       | Ссылка |
| ---- | ---------------------------------------------- | ------ |
| 2023 | "Paradigm Trilogy: Recognition Vs. Expression" |        |